# Bodedia brevithorax
Bodedia brevithorax là một loài tò vò trong họ Ichneumonidae.